# Lamothe River
Der Lamothe River ist ein Fluss an der Westküste von Dominica. Er verläuft im Parish St. John und mündet in der Lamothe Bay ins Karibische Meer.

## Geographie
Der Lamothe River entspringt in der Nordflanke des Morne aux Diables (⊙). Die Quellen liegen an der Grenze zum Parish St. Andrew und nur wenige Meter von den Quellen des Demitrie River entfernt, der von dort nach Osten abfließt. Mehrere Quellflüsse des Lamothe fließen zunächst nach Norden, wo sie nach kurzem Lauf auch einen kleinen Zufluss von Cold Soufrière (⊙), einer Schwefelquelle, aufnehmen.
Dann wendet sich der Bach am Westhang des Bellevue Mountain nach Westen und von da fließt der Fluss stetig weiter in westlicher Richtung, nimmt von Degazon Estate, Jalousie und Valley Estate von links und Süden kleine Zuflüsse auf und mündet zwischen Cottage und Clifton in die Lamothe Bay. Nach Norden schließt sich das Einzugsgebiet des Clifton River an und nach Süden das Toucari-Einzugsgebiet mit den kleinen Bächen Cottage Ravine, Cimetiere Ravine, Toucari River und Toucari Ravine.